# Зигфрид фон Залм-Райфершайт-Райц
Зигфрид Константин Бодо (Бардо) фон Залм-Райфершайт-Райц (на немски: Siegfried Konstantin Bodo (Bardo) Altgraf zu Salm-Reifferscheidt-Raitz; * 10 юни 1835, Прага; † 14 август 1898, Залцбург) е алтграф на Залм-Райфершайт-Райц, бохемски народен представител и от 1871 г. австрийски имперски съветник.

## Живот
Той е вторият син на 2. княз и алтграф Хуго Карл Едуард фон Залм-Райфершайт (1803 – 1888) и алтграфиня Леополдина Йозефина Кристиана Поликсена фон Залм-Райфершайт-Краутхайм и Герлахсхайм (1805 – 1878), дъщеря на 1. княз Франц Вилхелм фон Залм-Райфершайт-Краутхайм (1772 – 1831) и принцеса Франциска фон Хоенлое-Бартенщайн (1770 – 1812). Братята му са 3. княз и алтграф Хуго Карл Франц (1832 – 1890) и алтграф Ерих Адолф Карл Георг Леодгар фон Залм-Райфершайт-Райц (1836 – 1884).
Зигфрид следва през 1853 – 1856 г. право в университета във Виена. Започва военна кариера, но напуска и през 1886 и 1887 г. се грижи за своите собствености в Бохемия. Така той влиза в „Бохемското народно събрание“.
През 1890 – 1895 г. Зигфрид е в народното събрание на Горна Австрия. От 1895 г. до смъртта си е оберст-дворцов-майстер на принцеса Алиса фон Бурбон-Парма, ерцхерцогиня на Тоскана, втората съпруга на ерцхерцог Фердинанд IV от Тоскана.
Зигфрид фон Залм-Райфершайт-Райц умира на 63 години на 14 август 1898 г. в Залцбург.

## Фамилия
Зигфрид се жени на 10 май 1864 г. във Виена за графиня Мария Рудолфина Чернин фон Худениц (* 6 март 1845, Виена; † 17 април 1922, Залцбург), дъщеря на граф Яаромир Чернин фон Худениц (1818 – 1908) и графиня Каролина Шафгоче, господарка на Кинаст и Грайфенщайн (1820 – 1876). Те имат шест децата:
- Зигфрид Хуго (* 10 май 1865; † 12 юни 1865)
- Рудолф Хуго Леополд Мария Карл Теодор (* 9 ноември 1866, Райц; † 2 март 1919, Айген при Залцбург), женен на 30 юни 1898 г. във Виена за графиня Мария Валис, фрайхерин на Каригмайн (* 25 май 1869, Айген при Залцбургрг; † 23 април 1936, Моравске Будежовице/Мехриш-Будвиц, Моравия); имат дъщеря и син
- Ерих Мария Жаромир Хиронимус Емилианус (* 20 юли 1868, Хоентребетич; † 7 април 1945), неженен
- Роберт Мария Кьолестин Хуго Карл (* 19 май 1870, Хоентребетич; † 28 ноември 1918, Айген), неженен
- Леополдина Мария Каролина Филипина (* 23 август 1878, Хоентребетич; † 20 юни 1943, Хоентребетич), неомъжена
- Августа Мария Каролина Луциана (* 7 януари 1877, Хоентребетич; † 28 септември 1919, Берхтолдщайн), монахиня